# Lav Jašin
Lav Ivanovič Jašin (rus. Лев Ива́нович Я́шин, Moskva, 22. listopada 1929. – Moskva, 20. ožujka 1990.), bio je ruski nogometaš koji je igrao za Sovjetski Savez na položaju vratara.

## Klupska karijera
Lav Jašin je na svakoj utakmici nosio crni dres pa mu je nadimak bio Crna Pantera i Crna Hobotnica. Posvuda su ga smatrali najboljim vratarom svoga doba, a možda i svih vremena. Budući da je bio spretan i imao dara za predviđanje, Jašin je izveo bezbroj na prvi pogled nemogućih obrana i zaustavio ni manje ni više nego 150 jedanaesteraca tijekom svoje karijere, koju je u potpunosti proveo u moskovskom Dinamu. S moskovskim Dinamom Jašin je osvojio 5 ligaških naslova (1954., 1955., 1957., 1959., 1963.) i 3 Kupa SSSR-a (1953., 1967., 1970.). Godine 1963. postao je prvi i još uvijek jedini vratar koji je osvojio nagradu Europskog igrača godine.

## Reprezentativna karijera
Godine 1954. prvi je put nastupio za reprezentaciju. Jašinova hrabrost, vizija i vještine zaustavljanja lopte pomogle su Sovjetima u osvajanju Olimpijskog naslova 1956., naslova na Europskom prvenstvu 1960. i poluzavršnice Svjetskog prvenstva 1966. godine. Skupio je 78 nastupa za SSSR i primio 72 pogotka (prosječno 0.93 po utakmici). Sudjelovao je na četiri Svjetska nogometna prvenstva: 1958., 1962., 1966. i 1970. godine.

## Zanimljivosti
- Bio je i vratar u hokejaškom klubu HC Dinamo Moskva s kojim je osvojio prvenstvo SSSR-a 1953. godine. Zbog hokeja na ledu zamalo je 1953. godine napustio nogomet, jer su ga treneri hokejaškog kluba Dinamo (Moskva) molili da se nastavi baviti hokejom.
- Godine 1963. postavio je rekord SSSR-a od odigranih 27 prvenstvenih utakmica i samo 6 primljenih golova.[1]

## Vanjske poveznice
- Marko Stričević, Lav Jašin, tportal.hr, 7. lipnja 2010.
- (engl.) Yashin, the impregnable Spider  Arhivirana inačica izvorne stranice od 4. srpnja 2019. (Wayback Machine), fifa.com, 27. siječnja 2010.